# We're Not Gonna Take It
Pistes de Tommy
Tommy's Holiday Camp
We're Not Gonna Take It est une chanson du groupe britannique The Who, parue en 1969 sur leur album Tommy, l'opéra-rock dont elle est la conclusion.

## Caractéristiques
C'est la conclusion de l'opéra-rock. Elle symbolise la fin du premier voyage mystique de Tommy, le héros de l'album, et le début d'un autre. Tommy, gourou adulé, retrouve ses disciples dans son camp de vacances (holiday camp). Mais il les soumet à un régime très dur, les privant de toute distraction pour les concentrer sur sa doctrine. C'est alors que les disciples se rebellent violemment, laissant Tommy seul face à lui-même. Tommy entame alors le leitmotiv See Me, Feel Me, retrouvé plusieurs fois tout au long de l'album, qui peut symboliser les sentiments du jeune homme dans son isolement. Cela est suivi par le refrain Listening to You, qui, lui, pourrait symboliser le nouveau départ de Tommy dans une nouvelle voie spirituelle. Pete Townshend, principal auteur et librettiste de l'opéra, explique ainsi les paroles :
« Ils ont payé, ils ont franchi la porte en pensant qu'ils allaient avoir un raccourci pour la prise de conscience divine. [Tommy] commence à durcir les règles. Il dit vous ne pouvez pas boire, pas fumer de drogue, vous ne pouvez pas faire ci, vous ne pouvez pas faire ça, vous devez jouer au flipper, vous devez suivre ma voie, sinon vous êtes éliminés. Et il commence à être si dur qu'ils se rebellent. On ne veut pas de ta religion. Tout ce qu'on veut, c'est un raccourci nous menant loin de nos problèmes. C'est ce qu'ils veulent vraiment. »
La chanson présente des atmosphères très différentes. Le début présente des claviers en plus de la formation habituelle du groupe, et des harmonies vocales. Le refrain (We're not gonna take it) est chuchoté au départ, sans doute pour marquer la rébellion grondante, puis est pleinement chanté par la suite. La première partie de la chanson s'achève, laissant place à See Me, Feel Me. Les accords sont mélancoliques et discrets ; Roger Daltrey chante, soutenu par des harmonies vocales éthérées. La chanson se transforme une dernière fois en Listening to You, refrain plein d'espoir aux accords simples répétés sans cesse, marquant le grand final de l'album. Les paroles se répètent jusqu'au fade out.
Cette chanson, et plus particulièrement ses deux dernières parties, est connue pour figurer sur le film documentaire Woodstock, montrant la fin de la prestation des Who au festival de Woodstock en août 1969. On peut aussi voir cette version sur le film The Kids Are Alright. Des versions en concert peuvent être trouvées sur l'édition deluxe de Live at Leeds et sur Live at the Isle of Wight Festival 1970.
La partie finale See Me, Feel Me, parait en single en 1970 pour capitaliser sur le succès obtenu grâce au film Tommy. Paru aux États-Unis en septembre 1970, le single atteint la 12e place des charts (avec Overture en face B). Par contre, il n'atteint même pas les listes de ventes en Angleterre.